# Kevin's English Room
Kevin's English Room（ケビンズイングリッシュルーム）は、主に英語やアメリカの文化を題材とした動画を作成している3人組のグループ動画クリエイター。略称はKER。主にYouTuber・TikTokerとして、2019年11月からSNSを中心に活動している。
「掛山ケビ志郎」として、音楽活動も行っている。CARTA MARKETING PRODUCTION MeKURU Label所属。

## 活動内容
大学時代からの友人であるケビン、かけ、やまの3人で結成。特にアメリカ育ちで英語のネイティブスピーカーでもあるケビンが、日本での教育で扱われる英語とネイティブスピーカーによる英語の違いや、日本とアメリカの文化風習の差異について教えるというスタンスの内容を公開している。動画はYouTubeやTikTok上で公開されている。
3人は大学のアカペラサークルで出会い、在学中にニコニコ動画での動画投稿や、かけとケビンでキッチンカーを借り、台湾かき氷の店を営業するなどの活動を行っていた。卒業後も3人で何かをしたいと考えており、それぞれ別の業界に就職したものの3年目で退職し、鎌倉で自営業としてデザートを扱うカフェを経営をしながらコンテンツ配信を開始した。その後、カフェの店舗は後輩に譲渡した。
当初の媒体はTikTokであったが、これは当時のTikTokのユーザー数がコンテンツ数を上回っており、InstagramやYouTubeと異なり、コンテンツの飽和が起きていなかったためであった。また、TikTokがコンテンツをユーザーに推奨するという、ユーザー目線では様々なコンテンツに受動的に触れられるツールであったことも理由の一つであった。内容に関しては、既存の英語コンテンツは教育色が強くコメディ路線のものがなかったことから、英語を題材にエンターテインメントとして扱うことを決定した。日本人とアメリカ人の感覚の一致・不一致や日本の英語教育などをテーマに取り上げ、企業からの案件も受けながらも基本的にインフルエンサーとして活動している。

## メンバー
ケビン (Kevin)
アメリカ合衆国ジョージア州ローム市出身。英語のネイティブスピーカー。英語やアメリカの文化を教える役割を担う。「ケビン」は本名（ミドルネーム）である。
両親共に日本人であるが、生まれはアメリカ。日本の高校に進学し、高校1年次から日本で生活している。大学卒業後は化学品メーカーの物流部に就職。3人の中で最初に退職の話を持ち出した人物である。
過去にはイギリスの在住経験もある。
2025年7月21日のYouTubeライブ(第209回 KER RADIO)にて自身の結婚を発表。
かけ
企画担当でIQ140。大学卒業後は国内メーカーのマーケティング部門に就職。
出演の際は常にマスクを着用しており、その理由は「その方がやりやすいから」「（顔を）出していない方が楽しめる」としている。重度の顎関節症を患っている。
2025年8月13日、喉頭に腫瘍が見つかり、摘出手術を受けるため活動を休止することが発表された。
やま
フランス留学経験があり、日本語・英語・フランス語を話せるトリリンガル。千葉県出身。大学卒業後は旅行代理店に就職。
YouTubeとPodcastにて登場する。
基本的にはトリリンガルとして紹介されるが、上述の3言語の他にも、朝鮮語、ロシア語、タイ語は日常会話レベルで話すことができる。
ソロアーティスト「magora」としても活動。2025年5月27日のYouTubeライブ(第205回 KER RADIO)にて自身の結婚を発表。

## 反響
2022年2月にモデルプレスが発表したTikTokクリエイター影響力トレンドランキングでは第6位。
2023年11月26日に配信した動画において、北海道小樽市に設置されている道路案内標識の「小樽港」の英語表記が「Otaru Port」ではなく、「Otaru Poot」と誤植になっていることを取り上げて話題になった。「Poot」は日本語に訳すと「おなら」や「うんち」、「間抜け」のことを指している。小樽市役所によると、同年10月にも同様の指摘が市民から寄せられたのを受けて、同年12月7日未明に正しい表記に修正した。

## ディスコグラフィ
- カバーアルバム :  Deep Red (2020年5月5日)
- シングル : 夢で踊って / 光 (2020年7月4日)

## 著書
- 『その英語、本当にあってる? ネイティブならこう答えます』（2021年、KADOKAWA、ISBN 978-4046051127）
- 『全米が納得! リアルにもほどがあるアメリカグルメ作ってみたぁ〜!』（2024年、主婦の友社、ISBN 9784074566006）

## 出演

### 地上波
- 天才てれびくんhello,（NHK Eテレ、2021年12月7日 - 8日[25]）
- ユニコーンに乗って 第2話（TBS、2022年7月12日） - ケビン 役 [26] *ケビンのみの出演
- マツコ会議（日本テレビ、2022年9月10日[27]）

### ネット番組
- 渋谷オルガン坂生徒会（DHCテレビ、2021年2月[2][28]）

### 吹き替え
- ダンジョンズ&ドラゴンズ/アウトローたちの誇り（東和ピクチャーズ、2023年） - 名無し死体 役（やま）、ノリジウス 役（かけ）、ジャーナサン 役（ケビン）[29]